# Bertil Carlsson
Ragnar Alfred Bertil Carlsson (* 25. August 1903 in Hägernäs; † 26. November 1953 in Stockholm) war ein schwedischer Skispringer.
Bei der Nordischen Skiweltmeisterschaft 1927 in Cortina d’Ampezzo gewann der für Djurgårdens IF startende Carlsson hinter Tore Edman und Wilhelm Dick die Bronzemedaille von der Normalschanze. Ein Jahr später gehörte er zum schwedischen Aufgebot für die Olympischen Winterspiele 1928 in St. Moritz. Dort konnte er mit Sprüngen von 61 und 51,5 m auf den 10. Platz von der Normalschanze springen.